# NN-333
La carretera NN‑333 es una vía departamental secundaria ubicada en el municipio de Ciudad Darío, en el Departamento de Matagalpa. Su función es conectar la zona urbana con varias comunidades rurales, atravesando un territorio agrícola de colinas, cafetales y pequeños asentamientos. Tiene una longitud de 54.27 kilómetros y fue construida en el año 2025.

## Trazado y cruces
La siguiente tabla muestra su recorrido, localidades y principales conexiones:
| km    | Localidad                  | Departamento | Conexión / Ruta |
| ----- | -------------------------- | ------------ | --------------- |
| 0.0   | Barrio Blandón             | Matagalpa    |                 |
| 24.5  | Comunidad rural intermedia | Matagalpa    |                 |
| 54.27 | Casas Viejas               | Matagalpa    |                 |